# Franz Laskoff
François Laskowski dit Franz Laskoff, né le 19 juin 1869 à Bromberg (Royaume de Prusse) et mort en 1921 en Angleterre, est un caricaturiste, aquarelliste, affichiste français d'origine alsacienne.

## Biographie
François Laskowski arrive à Strasbourg avec ses parents en 1874. Il suit une formation artistique de 1895 à 1897 à l'école des arts décoratifs de Strasbourg.
Franz Laskoff illustre d'abord la vie strasbourgeoise (menus, affiches et cartes postales) dans un style Art nouveau.
Il quitte l'Alsace, alors province de l'Empire allemand, pour Paris en 1898 puis pour Milan, où il produit de nombreuses affiches pour la Casa Ricordi et s'installe enfin en Angleterre à partir de 1906 ou il poursuit une carrière d'affichiste et de caricaturiste.
Selon entre autres les archives de la Casa Ricordi, il meurt en Angleterre en 1921.

## Expositions
Franz Laskoff exposa ses aquarelles et peintures à Strasbourg :
- À la société des amis des arts (Gesellschaft für Kunstfreunde, présidée par Georges Ritleng) en 1895 où il apparaît comme l'artiste le plus moderne.
- Au salon des artistes strasbourgeois (November Ausstellung)2; premier salon en 1897 à l'hôtel de ville (avec les membres de la Revue Alsacienne Illustrée : Paul Braunagel, Théodore Haas, Léon Hornecker, Albert Koerttgé, Alfred Martzolff, Joseph Sattler, Charles Spindler).

## Œuvre

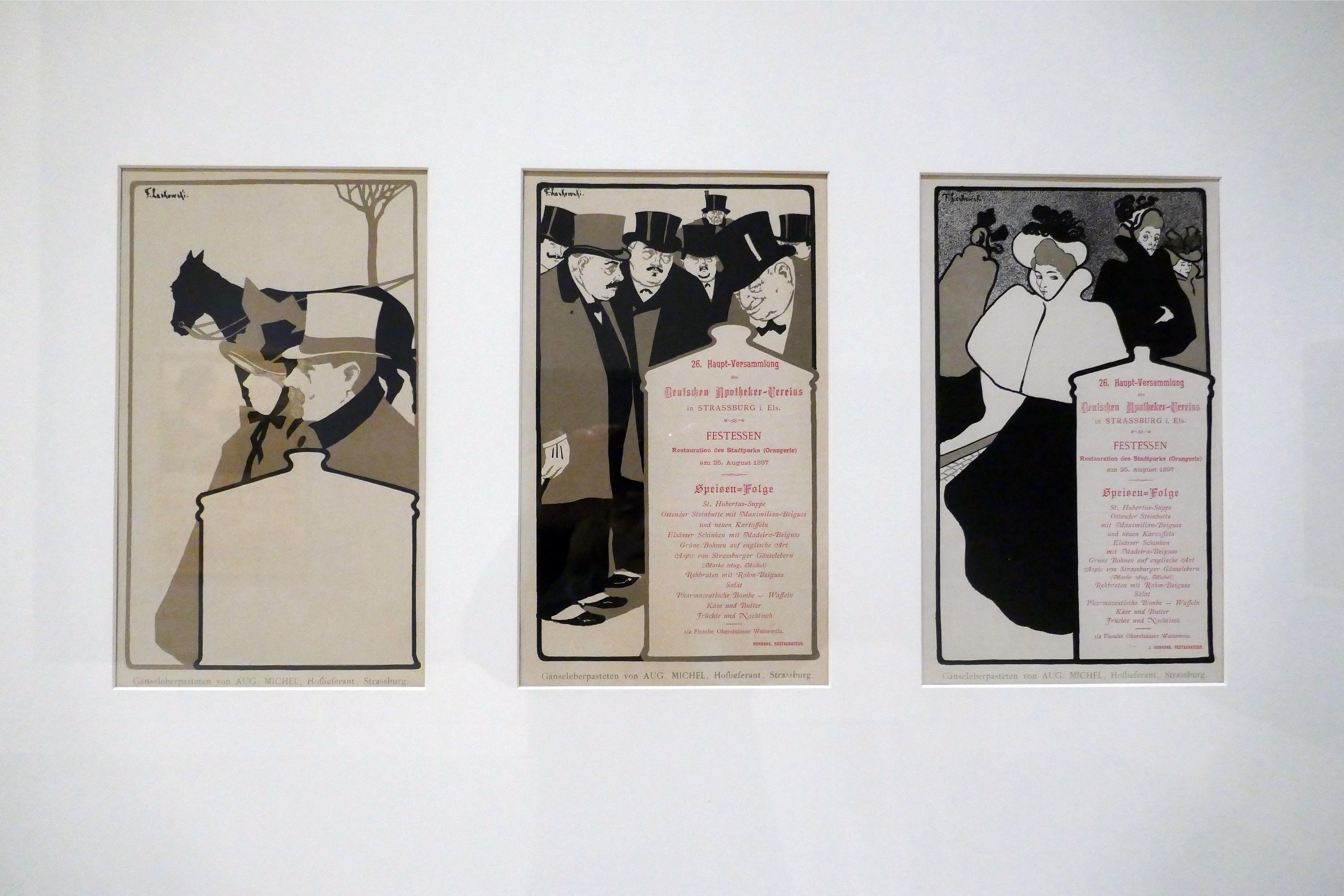
Menus (1904).

Franz Laskoff participa à la Kunschthafe dont il réalisa de nombreuses cartes et le 8e menu.
L'affiche Jugendstill de l'Exposition rétrospective Alsacienne et Lorraine en  1895 (au pavillon de l'orangerie) le fit connaître du public.
Participation à l'illustration de l'ouvrage de Gustave Stosskopf, Luschtig üs'm Elsass.

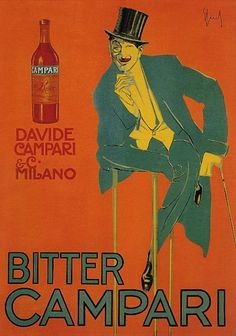
Affiche Campari (ca. 1904)

La plus grande part de son œuvre fut réalisée en Italie dans l'atelier graphique de Casa Ricordi  sous la direction de Adolfo Hohenstein. Il devint une grande figure de l'art nouveau italien et produisit de nombreux documents publicitaires et affiches (Campari, Costina, Riccordi, Magazzini Mele di Napoli).Franz Laskoff participa au journal Avanti .